# Émile Thomas (sculpteur)
Pour les articles homonymes, voir Émile Thomas et Thomas.
Eugène Émile Thomas est un sculpteur français né à Paris le 6 février 1817 et mort à Neuilly-sur-Seine le 2 janvier 1882.

## Biographie

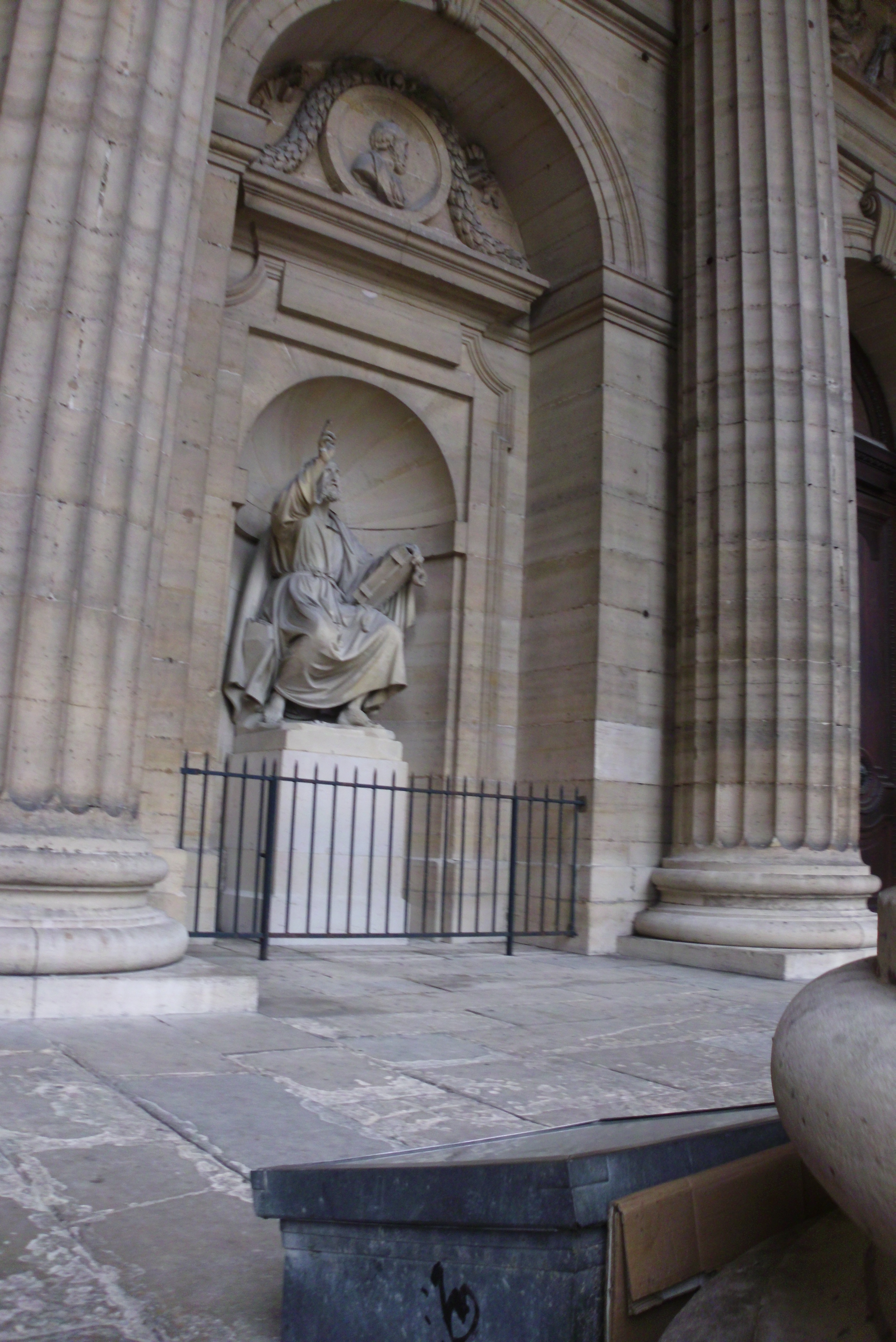
L'Apôtre saint Pierre (1856), Paris, église Saint-Sulpice.

Émile Thomas est un élève de James Pradier. Il expose au Salon de 1843 à 1874. Il s'est rendu à Rome en 1846 où il a exécuté quelques statuettes et bustes en marbre de Carrare, notamment des papes Grégoire XVI et Pie IX.
Il a obtenu de nombreuses commandes de l’État, dont plusieurs à Paris destinées aux églises Saint-Séverin, Saint-Louis-d’Antin, Saint-Sulpice, Sainte-Élisabeth-de-Hongrie et la Sainte-Trinité.
Il a sculpté également une Vénus (Vénus au jugement de Pâris) à la demande de l'empereur Napoléon III, — œuvre conservée au musée Anne-de-Beaujeu, à Moulins — et une sculpture du général Daumesnil faite en plâtre (1856), au fort de Vincennes,. Il a aussi réalisé plusieurs bustes de personnages connus dont celui du prince Louis-Napoléon, président de la République française, de Champollion, de Raspail, de James Pradier, d'Alexandre Dumas père, d'Émile de Girardin, Théophile Gautier.
Plusieurs œuvres se trouvent à Arras : portrait de Mgr Parisis, statue du cardinal La Tour d’Auvergne pour son tombeau dans la cathédrale Notre-Dame-et-Saint-Vaast, Saint Joseph dans le couvent des Ursulines,, statue de Madame Grandguillaume au cimetière d'Arras, fonte de fer par le fondeur d’art Brochon,.